# Roberto Galano
Roberto Oscar Galano (Ciudad de Buenos Aires, 26 de julio de 1926 — Avellaneda, 13 de febrero de 2009), fue un dirigente del fútbol argentino, conocido por haber sido presidente del Club Atlético Independiente entre 2001 y 2002.

## Historia
Formó parte de la Agrupación Independiente y estuvo presente en el fútbol profesional entre 1970 y 1976. Durante la década del 90 estuvo retirado de la política. En 2000 retornó para ser candidato a vicepresidente del club en la fórmula encabezada por Pedro Iso, que resultó electa. La situación económica del club se fue agravando cada vez más y empezó a afectar en lo deportivo pasando de ser subcampeón en el Clausura 2000 a terminar en la parte baja de la tabla cerca de los últimos lugares, provocando en varias oportunidades que Iso renunciara a la presidencia, retrocediendo en su decisión ante la insistencia de la dirigencia. 

### Renuncia de Iso y asunción
Finalmente a mediados de 2001 se da la renuncia definitiva de Iso y Galano asume la presidencia. Durante su cargo, logró terminar el año con el equipo a mitad de tabla en el campeonato. Pero en el Clausura 2002, el equipo finaliza en el último lugar, dejándolo en zona de promoción de cara a la próxima temporada. Sin embargo, el equipo logró doblegar los pronósticos y los resultados positivos alejaron al equipo de la zona de descenso. Pero los problemas económicos no se detuvieron, y Galano terminó llamando a elecciones para el 24 de noviembre, una semana antes de que el club se consagrase campeón del Apertura 2002.

## Fallecimiento
El 10 de febrero de 2009, una fuga de gas que ya había sido denunciada provocó una explosión en la puerta de su domicilio. Galano fue llevado al Hospital Fiorito con quemaduras en casi la mitad de su cuerpo, que derivaron en su fallecimiento en la noche del 13 de febrero. Su cuerpo fue velado el día 16 en Avellaneda.